# شهر جدید تسون وان
شهر جدید تسون وان (به لاتین: Tsuen Wan New Town) یک منطقهٔ مسکونی در جمهوری خلق چین است که در هنگ کنگ واقع شده‌است. شهر جدید تسون وان ۶۰٫۷ کیلومتر مربع مساحت و ۲۸۸٬۷۲۸ نفر جمعیت دارد.